# Charlbury
Charlbury (ˈtʃɑrlb(ə)ri o /ˈtʃɔrlb(ə)ri/, localmente [ˈtʃɔwbri]) es un pueblo y parroquia en la valle del río Evenlode, cerca 6,4 km al norte de Witney en Oxfordshire. Está al borde del bosque Wychwood y en los Cotswolds.

## Nombre del pueblo
El origen del nombre es insegurro. Puede venir de la palabra de anglosajón ceorl (pronunciación: /ˈtʃɔrl/) que significaba un hombre libre de la clase social más baja, o del nombre personal Ceorl, pero ambas palabras vienen de la palabra germánica *karlaz. Por eso unas personas piensan que las pronunciaciones últimas son más válidas, y prefieren el modo de escribir "Chorlbury".

## Edificios notables
La iglesia anglicana de María la Virgen es tradicionalmente asociado con San Diuma, el obispo primero de Mercia del siglo VII.

## Transporte
La estación de Charlbury está sobre la línea Cotswold. Trenes de First Great Western van a Londres, Oxford, Great Malvern, Worcester y Hereford.

## Eventos regulares
Charlbury tiene dos festivales musicales - el Charlbury Riverside Festival y el Cornbury Music Festival en el parque Cornbury. Hay también un festival de cerveza, y un festival de la calle anual en septiembre donde se puede ver el baile tradicional Morris.

## Política
Charlbury es en el distrito electoral del líder Conservador, David Cameron. El county councillor, Neil Owen, es Conservador y ambos district councillors, Glena Chadwick y Michael Breakell son Demócratas Liberales.